# El Oro de Hidalgo
El Oro de hidalgo es un pueblo mexicano y cabecera municipal de El Oro, en el Estado de México. Se ubica al noroeste del estado y limita al norte con el estado de Michoacán y el municipio de Temascalcingo. Según la encuesta intercensal del 2015 tiene una población total de 37 343 habitantes.
Antiguamente fue sede de varias y productivas minas de oro que atrajeron la presencia de muchos extranjeros, cuya influencia es notable en la arquitectura de la cabecera municipal, que ha sido nombrada Pueblo Mágico por la Secretaría de Turismo.

## Toponimia
El antiguo nombre de El Oro de Hidalgo, es Mineral del Oro, haciendo referencia a las minas del lugar para extracción de oro. El apellido hace referencia Miguel Hidalgo, iniciador del movimiento de la independencia.

## Cultura
Teatro Juárez

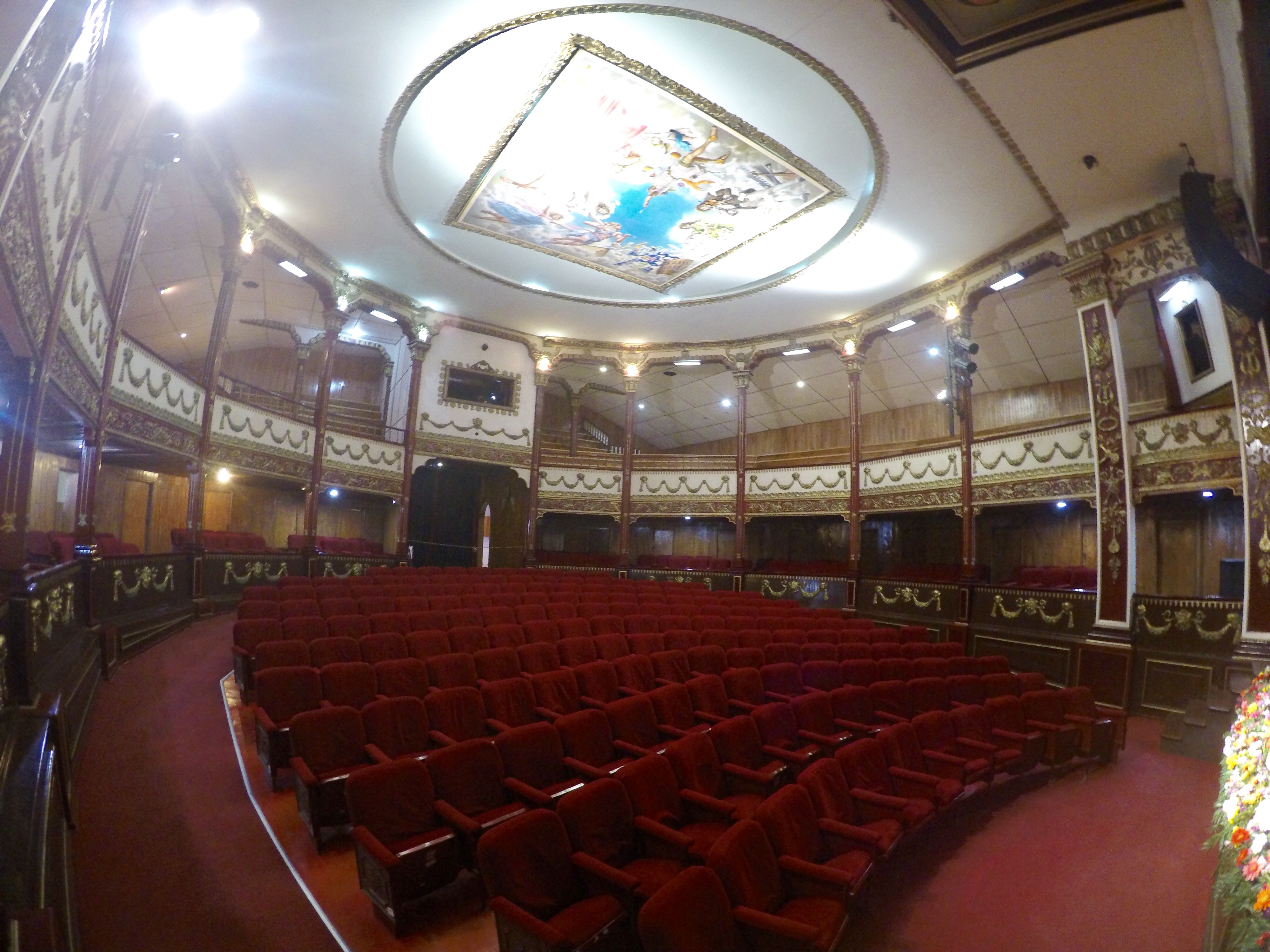
Interior del Teatro Juárez en El Oro, Estado de México

El Teatro Juárez es uno de los principales atractivos. Inaugurado en 1908, presentó espectáculos de altísimo nivel con los más importantes artistas de aquellos tiempos. Basta describir las paredes con ornamentación vegetal en dorado de estilo art nouveau y salones en madera tallada que le hacen excepcional. 
Museo Estatal de Minería
El Oro está ubicado en una importante zona mineral, cerca de los límites con Michoacán. El Oro, junto con Tlalpujahua en el vecino Estado, fueron dos de las provincias mineras más ricas y productivas. Las minas de El Oro fueron explotadas desde el siglo XVII y es hasta fines del siglo XIX que las minas alcanzaron su mayor producción. En el museo de Minería se puede admirar una colección de fotografías de los mineros en su época de bonanza, así como equipos de extracción y muestras de minerales extraídos de las minas de la región, por cierto, de ellas se extrajo el oro más puro del mundo. En marzo de 2023 se reinauguró el Museo después de un proceso de remodelación. Se rehabilitaron salas de exhibición y se dio mantenimiento general. Actualmente este espacio alberga una cafetería. Este sitio cuenta con rampas de acceso para personas con discapacidad. 
Presa Brockman
Tiene una superficie de agua que simula un inmenso espejo rodeado de bosques de pinos y cedros. Ahí se han construido hermosas fincas, un balneario y un restaurante. La presa Brockman es ideal para los turistas que deseen acampar, realizar comidas campestres, caminatas y practicar la pesca deportiva de la trucha. Además ofrece la renta de rústicos bungalows.
Palacio Municipal

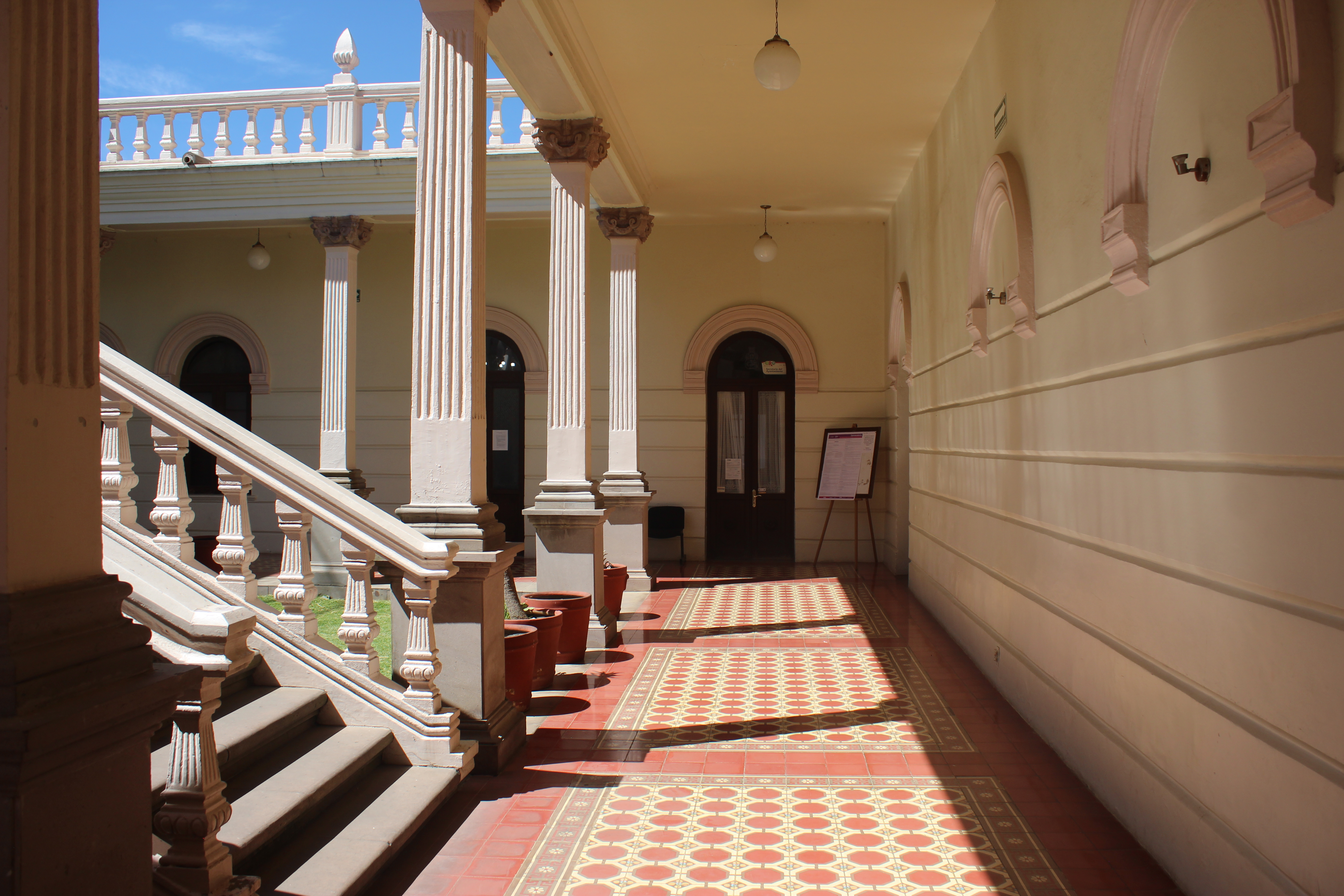
Interior del Palacio Municipal

Durante el gobierno de Porfirio Díaz, los ricos y los "aristócratas" daban su preferencia a las construcciones con estilos provenientes de Francia como el neoclásico francés y el art nouveau. El Palacio Municipal con sus torres en punta a los lados, manifiesta estas influencias. En el pórtico del Palacio Municipal se puede admirar un mural reciente, intitulado “El Génesis Minero”; en el interior, en el Salón de los Cabildos, se puede apreciar la ornamentación original que todavía se conserva.
Tiro Norte
Este espacio remonta a las y los visitantes a la época de la gloria minera de este Pueblo Mágico. En el pasado en este sitio los mineros extraían "la piedra que contenía los codiciados minerales...Es la única estructura original de madera en el país que aún se conserva en pie; aquí se puede subir a un mirador y disfrutar de la hermosa vista".
En el Tiro Norte, las y los visitantes pueden admirar y apreciar a través de un piso transparente la profundidad en la tierra que es aproximadamente de 493 metros que se dividen en ocho niveles.

## Artesanías
El municipio de El Oro destaca por ser un municipio con vocación artesanal que se ha caracterizado por su producción en diferentes artesanías, sin embargo su desarrolló se dio gracias a la minería, actualmente se tiene una densidad artesanal de 713 maestras y maestros artesanos (De acuerdo  con el Padrón de Artesanas y Artesanos del Instituto de Investigación y Fomento de las Artesanías del Estado de México, agosto 2023) de los cuales las artesanías que predominan son: metalistería a través de diversos utensilios de cocina tradicional, fibras vegetales sobresaliendo tortilleros, paneros, porta calientes, cerámica de alta temperatura elaborando tazas, juegos de platos, entre otros, en cuanto a gastronomía refiere en el municipio se elabora una de las bebidas espirituosas que son emblema en el Estado de México como lo es la chiva, la cual se elabora con 21 hierbas (entre amargas y dulces) destacando la hierbabuena, manzanilla, menta, toronjil, peshtó, maro, cuasia, prodigiosa entre otras, mismas que se deben poner a secar al sol sobre petates, haciendo así que sigan conservando todas sus propiedades, asimismo se elaboran licores de frutas de temporada y conservas (mermeladas, chiles en vinagre), así mismo en cuanto a panadería artesanal se elabora pan el cual se realiza en horno de leña, también los textiles que se elaboran en el municipio son los bordados a través de la elaboración de quexquémetls, caminos de mesa, entre otros, finalmente en la rama de vidrio se elaboran esferas navideñas.
Las festividades importantes en el municipio son el carnaval el cual se lleva a cabo de febrero a marzo donde se realiza un desfile con carros alegóricos de las diferentes instituciones del municipios donde se comercializan las artesanías, asimismo el día 29 de septiembre se lleva a cabo una fiesta muy grande en honor San Miguel Árcangel el además de la festividad de la virgen de Guadalupe el 12 de diciembre.
Se sugiere visitar en temporada decembrina los talleres de esferas para poder decorar tu árbol de Navidad, las cuales son decoradas con el ingenio de los habitantes de El Oro. 

## Relaciones Internacionales

### Hermanamientos
La ciudad de El Oro tiene Hermanamientos con las siguientes ciudades alrededor del mundo:
- Alajuela, Costa Rica (2004)[11]
- Santa Cruz Guanacaste, Costa Rica (2004)[12]
- Tlalpujahua, México (2011)[13][14]
- Angangueo, México (2011)[13][14]
- Valle de Bravo, México (2011)[13][14]
- San Miguel de Choachi, Colombia (2017)[15]
- Iznajar,  España (2019)[16]
- Guaduas, Colombia (2017)[17]
- Policar, España (2019)[18][19]
- Pórtugos, España (2019)[20]
- Cabra, España (2019)[20]
- Taxco, México (2022)[21]